# Kashira
Kashira (en ruso: Кашира) es un pueblo perteneciente al óblast de Moscú en la ribera del río Oká y a 115 km de la capital rusa.
La primera mención a la ciudad aparece en 1356. En ella se refiere a la villa de Koshira. Esta es nombrada por el río Koshira (hoy llamado río Kashirka). Sin embargo, se considera el año 1619 como el de su fundación cuando el pueblo, que hasta entonces estaba localizado en la ribera izquierda del río Oká, fue reconstruido en la ribera derecha, 5 kilómetros más arriba de su localización anterior. Tuvieron que reconstruirla por el daño provocado por las invasiones de los tártaros de Crimea en 1592 y en 1596.
El escudo de armas de la ciudad incluye la imagen del Zilant, animal mitológico propio de la región de Kazán.
- Datos: Q145638
- Multimedia: Kashira / Q145638